# 危害物質專隊
危害物質專隊（英文：HazMat Task Force）於2012年3月1日成立，隸屬於香港消防處，其主要責任為阻止包括核輻射在內的危害物質擴散、污染及處理相關事故的滅火及救援任務。

## 組織
危害物質專隊有4支分隊，分別分佈於上環消防局、尖沙咀消防局、荔景消防局及沙田消防局，由逾600名人員所組成，24小時當值，全部均為兼任崗位。當發生危害物質事故時，隊員會被調遣派至事發現場，就相關的行動策略及安全措施向現場指揮官提供建議。
除了危害物質專隊的4個分隊外，其他消防局（包括機場消防隊及滅火輪消防局）亦有隊目級人員接受過相關訓練，每個行動總區設有由隊目級人員所組織而成的總區危害物質事故支援組，該組亦會視乎需要到達事故現場，支援危害物質專隊。

## 沿革
隨着工業急速增長、科技持續發展，危害物質的使用及運載量日趨增加，消防處遂研究成立一支專隊，專門負責相關的滅火及救援任務。專隊原定於2010年成立，名稱為核生化部隊，預料有500名人員兼任，其後預計成立日期延至2011年年中，最終於2012年3月1日成立，耗資3,000,000港元。

## 訓練
人員需要接受為期13天的專業訓練，以深入掌握處理危險物質事故的相關技能。專隊會於2012年3月開始舉辦為期2天的危害物質行動及指揮訓練予各行動總區內的助理消防區長至高級消防區長職級的人員，成為總區危害物質事故支援組組員。此外，15名人員已經於美國伊利諾消防學院接受過其相關的進階訓練，獲得核生化專業人員資格。專隊將會繼續派遣更多隊員參加由美國伊利諾伊州消防學院所舉辦的訓練課程，以學習處理危害物質事故的最新技術。此外，專隊亦會舉辦訓練課程，以加強行動人員處理危害物質事故的知識及技能。
危害物質專隊基本上是使用上環消防局的部份地方作為訓練用途；至2015年，位於消防訓練學院實火訓練大樓室內實火訓練設施的危害物質事故訓練區將會落成啟用，成為危害物質專隊的專用訓練設施。

## 裝備
- 最新一代的A級生化保護袍，可以抵擋核輻射塵埃，共30套，每套價值33,000港元[14][15]。
- 天狼星光電離式氣體檢測器，可以探測有毒氣體於空氣內的含量。
- 多用途輻射監測儀，每部價值40,000港元。
- 輕便淋浴帳篷，每份價值95,000港元，可於2分鐘內完成充氣。[16][17]
- 一輛危害物質處理車F275，隸屬尖沙咀消防局。
- 四個危害物質事故櫃H Pod 1、H Pod 2、H Pod 3及H Pod5，隸屬上環、沙田、荔景消防局及消防及救護學院，出勤時會由運輸車運送。
  - H Pod 4為危害物質訓練櫃，不會出勤。
- 消防救護學院曾設一輛大搶救車F297作為危害物質專隊用車，後來改為東涌消防局坍塌搜救專隊用車。

## 相關參見
- 爆炸品處理組